# Wereldkampioenschappen schoonspringen 2024 – tienmetertoren synchroon vrouwen
Het synchroonspringen vanaf de tienmetertoren voor vrouwen tijdens de wereldkampioenschappen schoonspringen 2024 vond plaats op 6 februari 2024 in het Hamad Aquatic Centre in Doha, Qatar.

## Uitslag
| Rang   | Land                | Namen                                  | Punten |
| ------ | ------------------- | -------------------------------------- | ------ |
| Goud   | China               | Chen Yuxi Quan Hongchan                | 362,22 |
| Zilver | Noord-Korea         | Jo Jin-mi Kim Mi-rae                   | 320,70 |
| Brons  | Verenigd Koninkrijk | Andrea Spendolini-Sirieix Lois Toulson | 299,34 |
| 4      | Mexico              | Gabriela Agúndez Alejandra Orozco      | 296,34 |
| 5      | Oekraïne            | Kseniya Baylo Sofiya Lyskun            | 292,50 |
| 6      | Canada              | Caeli McKay Kate Miller                | 287,34 |
| 7      | Duitsland           | Christina Wassen Elena Wassen          | 277,98 |
| 8      | Verenigde Staten    | Jessica Parratto Delaney Schnell       | 271,26 |
| 9      | Japan               | Matsuri Arai Minami Itahashi           | 270,90 |
| 10     | Australië           | Nikita Hains Melissa Wu                | 266,58 |
| 11     | Zuid-Korea          | Kim Na-hyun Kwon Ha-lim                | 240,36 |
| 12     | Maleisië            | Pandelela Rinong Nur Dhabitah Sabri    | 240,06 |
| 13     | Spanje              | Valeria Antolino Ana Carvajal          | 237,24 |
| 14     | Frankrijk           | Jade Gillet Emily Halifax              | 231,60 |
| 15     | Puerto Rico         | Lauren Burch Elizabeth Miclau          | 224,28 |
| 16     | Macau               | Lo Ka Wai Zhao Hang U                  | 155,88 |